# خیابان بک
خیابان بک (به فرانسوی:  Rue du Bac ) در منطقه ۷ پاریس قرار دارد. طول این محله ۱۱۵۰ متر و در بخشی از اسکله ولتر و آناتول فرانس واقع شده  و به خیابان سور (rue de Sèvres) ختم می‌شود.